# 穆塞朗加

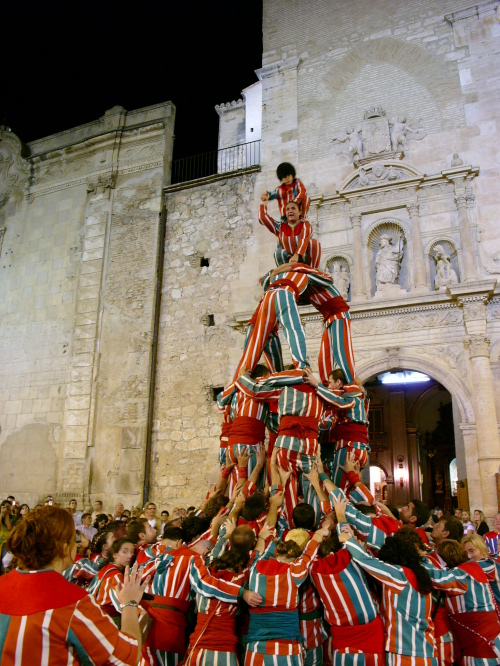
穆塞朗加

穆塞朗加（Muixeranga，muiʃeranga，發音為"mooh-eeh-sheh-rang-gah"）是指進行古老的民俗舞蹈與疊羅漢等表演活動的通稱。起源於西班牙東部的瓦倫西亞地區。目前在距離瓦倫西亞首府瓦倫西亞市西南方30公里的城鎮阿爾吉摩西仍保留這項傳統民俗活動。
穆塞朗加不衹是種技藝舞蹈，它更是一種型塑各種圖案和形狀的古老編舞。每年的9月7日到8日在阿爾吉摩西節慶活動中會舉行穆塞朗加用以慶祝當地所謂的「健康聖女」（原西語Mare de Déu de la Salut，英譯為Virgin of Health）。
穆塞朗加在許多方面都很類似後來散佈在全西班牙東北部加泰羅尼亞的現代疊人塔活動。兩者雖共同起源於一種一度遍佈整個伊比利半島的活動——莫伊西岡加。但穆塞朗加和疊堡人最大的不同在於其具有宗教性質，隨著舞蹈試圖尋求造型或象徵性的場面，而不是一味要疊多高。

## 特征
通常疊羅漢都是由一队的不同专业且孔武有力的男人完成的。现代大概有200个男性参与了堆疊造型，但古時候参与者通常不多于30人。一般这种项目都是由一个主人或者管理人来设计，调整造型的协调性跟训练新的参与者。
在很多方面，參與者的衣着都能显示出一种特殊的气质。衣服的配搭一般是一件衬衫、一条裤子、一双农夫的鞋子，有的人还会加上一顶帽子。织品一般都是白色的，上面一般都会染有一些垂直的红条或者蓝条，就像小丑一样。这种服装就好像是无心制造而成的。老一辈的人还记得，这些服装曾经是用旧床單改成的。

## 起源和发展
關於穆塞朗加的起源有幾種學說，尤其在名稱部份。第一種學說主張穆塞朗加這個字來自於阿拉伯語「mochain」，意思是面具；第二種學說則認為穆塞朗加跟紀念特別事件的古代街頭遊行有關。
即使這個在伊比利半島的傳統活動可以追溯到13世紀，但在阿爾吉摩西的文件紀錄衹能上溯到18世紀的前三分之一。然而，穆塞朗加的恆久舉行使人聯想到其起源應在更古老的年代。
如果依照考據資料，第一次隆重慶祝「健康聖女」的慶典是在西元1724年，那應該就是穆塞朗加和慶典有關聯的證明。不過，根據鎮內帳簿顯示第一次具體的日期應在西元1733年，當時支付了一筆年薪給一位在節慶活動中受雇的杜爾薩那雙簧管吹奏者。

## 音乐和象征
穆塞朗加的舞蹈都伴随着由鼓與一种很响亮的长笛所演奏的音乐。这种音乐都是非常古老的曲调，而作者已经无从考究了。
一些從事瓦倫西亞文化及語言复兴動運的人（例如瓊·傅斯特），多主張穆塞朗加的音樂是一種瓦倫西亞自治區，甚至是整個加泰隆尼亞語盛行區的贊美歌。